# Christophe Riblon
Christophe Riblon (nascido em 17 de janeiro de 1981) é um ciclista profissional francês, especializado em corridas de estrada e pista. Atualmente corre para a equipe AG2R La Mondiale. Competiu nos Jogos Olímpicos de Verão de 2008, terminando em nono lugar na prova de perseguição por equipes.

## Equipes
- Ag2r (2004[4]-2015)
  - Ag2r Prévoyance (2004-2007)
  - Ag2r La Mondiale (2008-2015)